# Romeins theater van Plovdiv
Het Romeins theater van Plovdiv is een antiek Romeins theater in Plovdiv, Bulgarije. 
Het theater werd gebouwd aan het begin van de 2e eeuw n.Chr. tijdens de regering van keizer Trajanus. Een antieke inscriptie op het theater beschrijft dat het theater tussen 116 en 117 werd gebouwd. Het antieke Philippopolis was destijds de hoofdstad van de provincie Thracia.
Het theater heeft een diameter van 82 meter. De cavea is gebouwd tegen de natuurlijke heuvelhelling. Deze tribune bestaat uit 28 concentrische rijen met marmeren zitplaatsen. Het theater bood plaats aan ongeveer 7000 toeschouwers. Op de zitplaatsen waren de namen van de verschillende wijken geschreven, zodat voor de toeschouwers duidelijk was waar ze moesten plaatsnemen. De orchestra heeft een diameter van 26,64 meter. Het proscaenium (podium) is 3,16 meter hoog. Het podiumgebouw daarachter is twee verdiepingen hoog en voorzien van portico's. De onderste verdieping heeft zuilen in de Ionische orde, de bovenste verdieping is in de Korinthische orde en wordt bekroond met een driehoekig pediment.  
Uit inscripties blijkt dat naast de klassieke theatervoorstellingen en gladiatorengevechten, het theater ook werd gebruikt voor bijeenkomsten van het provinciaal bestuur. 
In de 5e eeuw werd het theater verwoest bij een aanval van Atilla de Hun. Het gebouw verviel in de eeuwen daarna en raakte bedolven onder een dikke laag aarde. Pas begin jaren 1970 werd het theater teruggevonden, toen een aardverschuiving op de heuvel de restanten van het gebouw blootlegde. In de daaropvolgende jaren werd het theater gerestaureerd en gedeeltelijk geconstrueerd. 
Het theater wordt tegenwoordig in de zomermaanden gebruikt voor muzikale en theatervoorstellingen. Het is een van de belangrijkste toeristische attracties van Plovdiv. 

## Bron
- Vertaald van de Engelstalige Wikipedia: en:Plovdiv Roman theatre